# IC 4369
IC 4369 је спирална галаксија у сазвјежђу Ловачки пси која се налази на листи објеката дубоког неба у Индекс каталогу.
Деклинација објекта је + 33° 19' 17" а ректасцензија 14h 4m 5,8s. Привидна величина (магнитуда) објекта IC 4369 износи 15,4 а фотографска магнитуда 16,2. IC 4369 је још познат и под ознакама MCG 6-31-58, HCG 70E, KUG 1401+335, PGC 50134.